# 제주특별자치도 소방항공대
제주특별자치도 소방항공대(濟州特別自治道 消防航空隊)는 제주특별자치도를 관할하는 제주특별자치도 소방안전본부 산하의 소방항공대이다.
소방항공대장은 지방소방령으로 보한다.

## 항공장비
자체 식별기호는 JJ(Jeju)를, 내부에서는 '한라매'를 사용한다.

### 운용중
- KAI 수리온 1기 (HL9633)[3]: 2018년 배치

## 같이 보기
- 대한민국 소방청
- 대한민국의 소방
- 소방관 계급